# Niels Nielsen (handelsmand)
 Der er flere personer med dette navn, se Niels Nielsen.
Niels Nielsen (født 1700 i Kristiania, død 1786) var en dansk-norsk handelsmand.
Han, der var søn af skipper Niels Rasmussen (1649 (?) - 1706) og dennes 2. hustru, Else Andersdatter, var født i Kristiania og tog sammesteds borgerskab som købmand. Han boede i forstaden Vaterland og var en af dennes og hele Kristianias rigere mænd. Som sådan stod han oftere i udlæg for bykassen, navnlig i 1743, da han havde istandsat byens vandværk, et for den tid ikke ringe foretagende.
Ved sit andet giftermål kom han i besiddelse af den gamle sædegård Kambo ved Moss og blev, på ansøgning, for at erholde en rang, der kunne tilstede skattelettelser, 1750 udnævnt til agent. Endnu 1772 ses han at have været en af de større næringsdrivende og deltog da i arbejdet for oprettelsen af en norsk bank. Senere gik hans formue stadig tilbage, og han var ved sin død 1786 i små kår.
Nielsen var to gange gift: 1. gang 20. november 1727 med Magdalene Hedevig Andersdatter (1707-1747); 2. gang 10. juli 1748 med Elisabeth født Friis (død 1784), enke efter kancelliassessor Christensen og datter af foged Mogens Friis i Stjør- og Værdalen. I andet ægteskab var han far til handelsmanden Jacob Nielsen.